# Anne Enright
Anne Enright (Dublino, 11 ottobre 1962) è una scrittrice irlandese.

## Biografia
Nata a Dublino nel 1962, ha studiato inglese e filosofia al Trinity College e ha conseguito un Master of Arts in scrittura creativa alla University of East Anglia.
Dopo aver lavorato per l'emittente RTÉ come produttrice e direttrice, ha esordito nel 1991 con la raccolta di racconti The Portable Virgin.
Autrice di romanzi, raccolte di racconti e saggi, ha raggiunto notorietà internazionale nel 2007 con il romanzo La veglia grazie al quale ha vinto il Booker Prize.

## Opere

### Romanzi
- The Wig My Father Wore (1995)
- What Are You Like? (2000)
- Il piacere di Eliza Lynch (The Pleasure of Eliza Lynch, 2002), Milano, Bompiani, 2010 traduzione di Sergio Claudio Perroni ISBN 978-88-452-6172-5.
- La veglia (The Gathering, 2007), Milano, Bompiani, 2008 traduzione di Sergio Claudio Perroni ISBN 978-88-452-6454-2.
- Il valzer dimenticato (The Forgotten Waltz, 2011), Milano, Bompiani, 2012 traduzione di  Andrea Silvestri ISBN 978-88-452-7148-9.
- La strada verde (The Green Road, 2015), Milano, Bompiani, 2016 traduzione di Alessandro Achilli ISBN 978-88-452-8219-5.
- L'attrice (Actress), Milano, La nave di Teseo, 2020 traduzione di Milena Zemira Ciccimarra ISBN 978-88-346-0229-4.

### Raccolte di racconti
- The Portable Virgin (1991)
- Taking Pictures (2008)
- Yesterday's Weather (2009)

### Saggi
- Fare figli inciampando nella maternità (Making Babies: Stumbling into Motherhood, 2004), Milano, Bompiani, 2013 traduzione di Tilde Riva ISBN 978-88-452-6195-4.

## Premi e riconoscimenti
- Premio Rooney per la letteratura irlandese: 1991 vincitrice con The Portable Virgin
- Encore Award: 2001 vincitrice con What Are You Like?[4]
- Booker Prize: 2007 vincitrice con La veglia e 2015 nella longlist con La strada verde
- Women's Prize for Fiction: 2012 nella shortlist con Il valzer dimenticato
- Medaglia Andrew Carnegie per l'eccellenza nella narrativa: 2012 vincitrice con Il valzer dimenticato[5]
- Bob Hughes Lifetime Achievement Award: 2022 alla carriera[6]
- Premi Letterari Windham-Campbell: 2025 nella sezione "Narrativa"[7]